# Nancy Stark Smith
 (février 2022).
La mise en forme du texte ne suit pas les recommandations de Wikipédia : il faut le « wikifier ».
Les points d'amélioration suivants sont les cas les plus fréquents. Le détail des points à revoir est peut-être précisé sur la page de discussion.
- Les titres sont pré-formatés par le logiciel. Ils ne sont ni en capitales, ni en gras.
- Le texte ne doit pas être écrit en capitales (les noms de famille non plus), ni en gras, ni en italique, ni en « petit »…
- Le gras n'est utilisé que pour surligner le titre de l'article dans l'introduction, une seule fois.
- L'italique est rarement utilisé : mots en langue étrangère, titres d'œuvres, noms de bateaux, etc.
- Les citations ne sont pas en italique mais en corps de texte normal. Elles sont entourées par des guillemets français : « et ».
- Les listes à puces sont à éviter, des paragraphes rédigés étant largement préférés. Les tableaux sont à réserver à la présentation de données structurées (résultats, etc.).
- Les appels de note de bas de page (petits chiffres en exposant, introduits par l'outil «  Source ») sont à placer entre la fin de phrase et le point final[comme ça].
- Les liens internes (vers d'autres articles de Wikipédia) sont à choisir avec parcimonie. Créez des liens vers des articles approfondissant le sujet. Les termes génériques sans rapport avec le sujet sont à éviter, ainsi que les répétitions de liens vers un même terme.
- Les liens externes sont à placer uniquement dans une section « Liens externes », à la fin de l'article. Ces liens sont à choisir avec parcimonie suivant les règles définies. Si un lien sert de source à l'article, son insertion dans le texte est à faire par les notes de bas de page.
- La présentation des références doit suivre les conventions bibliographiques. Il est recommandé d'utiliser les modèles {{Ouvrage}}, {{Chapitre}}, {{Article}}, {{Lien web}} et/ou {{Bibliographie}}. Le mode d'édition visuel peut mettre en forme automatiquement les références.
- Insérer une infobox (cadre d'informations à droite) n'est pas obligatoire pour parachever la mise en page.

Pour une aide détaillée, merci de consulter Aide:Wikification.
Si vous pensez que ces points ont été résolus, vous pouvez retirer ce bandeau et améliorer la mise en forme d'un autre article.
Pour les articles homonymes, voir Stark et Smith.
Nancy Stark Smith (née à Brooklyn (New York) le 11 février 1952 et morte à Florence (Massachusetts) le 1er mai 2020) est une danseuse, improvisatrice, pédagogue, écrivaine et éditrice américaine.
Elle a participé à la création du Contact Improvisation en 1972 et été l'une de ses plus ardentes propagatrices en enseignant régulièrement dans de nombreux pays du monde. Elle a également dirigé la revue Contact Quarterly, un magazine d'artiste consacré à la danse, à l'improvisation et aux pratiques somatiques.

## Biographie
Nancy Stark Smith est née en 1952 à Brooklyn dans l'État de New York. Elle est la fille de l'écrivaine Lucille Stark et du Dr. Joseph J. Smith, professeur d'obstétrique et de gynécologie à l'Albert Einstein College of Medicine, et la sœur de l'écrivain David Chaim Smith et de la psychologue Dr Susan Berenzweig. Orpheline de mère à cinq ans, elle passe son adolescence à Great Neck dans le Long Island, où elle pratique le volleyball et la gymnastique. C'est à cette époque qu'elle se laisse pousser sa légendaire tresse, signature visuelle caractéristique de sa danse.
Alors qu'elle étudie à Oberlin College dans l'Ohio pour devenir écrivaine et éditrice (elle travaillera notamment auprès de la poétesse beat Diane di Prima), elle participe à ses premières performances de danse improvisée au début des années 1970.

En 2014, Kent de Spain écrit dans sa Topographie de l'improvisation:
Après quarante années de danse, Nancy Stark Smith est devenue, d'une certaine manière, le corps du Contact Improvisation. Elle représente le paradigme de la mobilité du corps improvisant contemporain, à la fois compacte et agile, toutes les parcelles de son corps semblent habitées d'une même subtilité et d'une même puissance.

### Contact / Improvisations
Au début des années 1970, Nancy Stark Smith est exposée pour la première fois à la danse, sous l'influence de différents chorégraphes issus du Judson Dance Theater: Twyla Tharp, en 1971, puis le collectif Grand Union en 1972, qui enseignent ces années-là à Oberlin College en tant qu'artistes invités. En janvier 1972, à cette occasion, le danseur et improvisateur Steve Paxton mène un atelier de méditation-debout (intitulé la soft class et destiné à la pratique de la "Petite Danse") auquel Nancy Stark Smith participe, ainsi qu'un atelier pour danseurs et gymnastes qui débouche à la présentation de Magnesium, la pièce considérée comme à l'origine du Contact Improvisation. Nancy Stark Smith est alors dans le public et déclare à Paxton que "si jamais il fait la même chose avec des femmes, elle aimerait bien en faire partie". En juin 1972, elle fait partie des artistes invitées par Paxton à participer à un atelier de recherche qui débouche sur une série de performances intitulées Contact Improvisations à la John Weber Gallery de New York.
À compter de ces premières performances new-yorkaises, Nancy Stark Smith se consacre au développement du Contact Improvisation, comme danseuse, performeuse, pédagogue, mais aussi comme autrice, éditrice et organisatrice. De 1972 à 2020, elle voyage à travers le monde pour enseigner et présenter des performances de Contact et d'autres formes de danse improvisée.

Christie Svane écrit à propos de sa manière de travailler :
Je n'ai jamais compris comment elle faisait cela, mais je sais qu'il y avait, pour chaque personne à qui elle avait enseigné, de qui elle avait appris, avec qui elle avait dansé, chanté ou partagé un morceau de pastèque, une place éternelle dans son cœur. Notre chère chère sœur d'âme, qu'on voyait si souvent voler dans les airs, sa tresse grise virevoltant, était une authentique bodhisattva, une visionnaire qui répandait partout sur son passage les germes de son art intérieur et de sa compassion.
Dans les années 1980, elle crée le solo Raku In The Wind qu'elle tourne dans de nombreux festivals, comme A Capella Motion ou le Bates Dance Festival. Elle collabore régulièrement avec de nombreuses improvisatrices, parmi lesquels Steve Paxton, Karen Nelson, Lisa Nelson, Nita Little, Daniel Lepkoff (dans des collectifs tels que ReUnion et Freelance Dance), et plus récemment, Ray Chung, Chris Aiken, Andrew Hartwood, Ann Cooper Albright, ou encore Jun Akiyama, Anya Cloud, Katherine Cook, Ronja Ver, Yeong Weng Lee,... et bien d'autres.
À partir de 1998, elle vit, travaille, enseigne et performe internationalement avec le musicien-improvisateur Mike Vargas.

### L'Underscore
À partir des années 1990, elle élabore une pratique parallèle et connexe au Contact Improvisation, l'Underscore (littéralement : « la partition sous-jacente »). L'Underscore est une pratique qui peut prendre entre 5 minutes et plusieurs heures, s'exécuter en solo ou en collectif, et qui repose sur une liste de phases qui décrivent minutieusement le déroulement de sessions d’improvisation. Avec l'Underscore, Nancy Stark Smith constitue des groupes de recherche (notamment l'Underscore +/- à Northampton) ainsi qu'une série de performances intitulées Glimpses où elle convie de nombreux artistes internationaux. Tous les ans depuis 2000, un Global Underscore est pratiqué simultanément au printemps dans plusieurs villes (jusqu'à soixante-dix) un partout dans le monde.
L’Underscore entretient une relation à la fois prescriptive et descriptive avec la pratique du Contact Improvisation : d'un côté, il se contente de décrire le déroulement spontané des jams où les danseurs et danseuses de Contact Improvisation se rassemblent sans suivre de protocole spécifique; de l'autre, il donne au Contact Improvisation un tour compositionnel, il souligne les improvisations/négociations du collectif comme des choix, et non seulement comme des modes de pratique par défaut.

L'Underscore repose sur un ensemble de symboles ou glyphes représentant schématiquement les états attentionnels, perceptifs ou moteurs dans lesquels les danseuses sont susceptibles d'entrer, dont on peut donner l'exemple suivant avec "arriver physiquement" :
(  •  ) Arriving physically : arriver physiquement, körperlisch ankommen (« arriver corporellement »), arrivare fisicamente, 肉體於當下 (« corps-au-présent »): Arriver dans la sensation. Concentrer son attention sur les sensations physiques, les textures et les localisations des sensations au travers du corps—le soulèvement et l’abaissement caractéristiques de la respiration, la sensation du tissu musculaire qui s’étire, l’activité articulaire, le toucher du corps sur le sol, le poids. Réveiller l’encyclopédie des sensations à l’intérieur du corps. Je me souviens de l’image qu’utilisait Steve Paxton : « utiliser l’esprit comme une loupe pour regarder à l’intérieur du corps ». Amplifier la sensation avec l’attention. Arriver physiquement, c’est arriver dans le « temps du corps », là où il y a le temps de recueillir les sensations, d’absorber les informations qu’elles livrent et leurs « valeurs nutritives » dans le système (au lieu de se contenter d’accomplir une tâche physique).
Un autre exemple peut être fourni par le Vide ou l'Intervalle, instant de suspension qui peut arriver à n'importe quel moment et sans qu'on le veuille, mais qui se reconnaît à des contours d'expérience spécifiques, qu'elle décrit ainsi :
[     ] Gap, vide, Kluft, vuotto, 間距 (« espacement »). Cet endroit où l’on est quand on ne sait pas où l’on est, c’est l’un des espaces les plus précieux offerts par l’improvisation. C’est un des endroits où les directions offertes sont les plus variées. (…) Plus j’improvise, plus je suis convaincue que c’est par l’entremise de ces vides—ces suspensions momentanées de points référentiels—que l’inattendu se produit, qu’un matériau ‘‘original’’ est généré. (...) Le vide, c’est comme ce moment de la chute juste avant de toucher le sol. C’est une suspension—dans le temps et dans l’espace—et l'on ne sait pas combien de temps cela va prendre pour en revenir. Et puis, au moment où l’on finit par revenir, personne ne s’est rendu compte que l'on était parti.

### L'écriture et l'édition

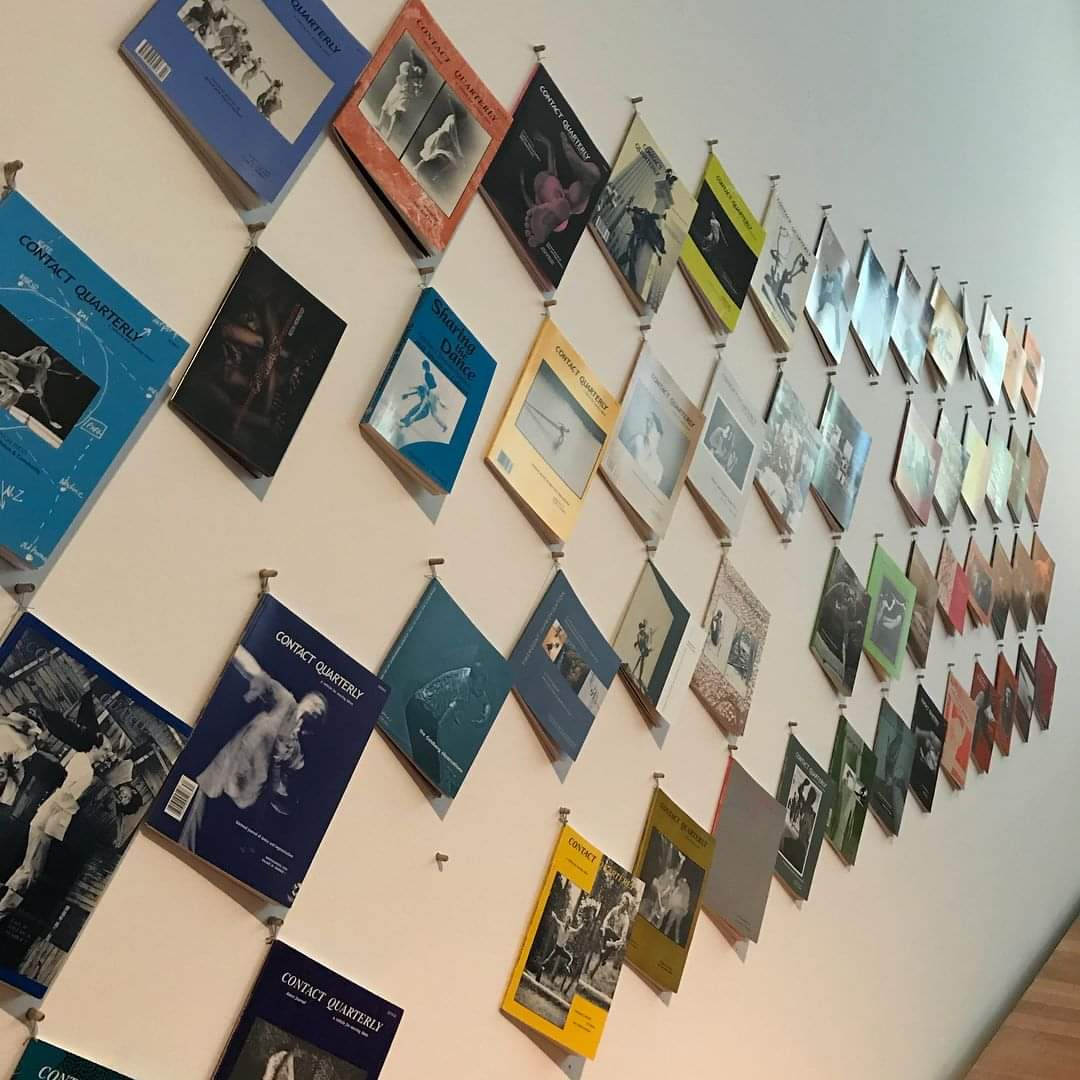
Mur de Contact Quarterlys (2019)

En 1975, Nancy Stark Smith vit dans une communauté queer à Stinson Beach, en Californie et travaille aux côtés de la poétesse beat Diane di Prima. Dans ce cadre, elle lance une Contact Newsletter qui deviendra bientôt Contact Quarterly, un journal international consacré à la danse, à l'improvisation et aux pratiques somatiques, qu'elle co-édite avec Lisa Nelson, et qui publie les textes d'acteurs importants du champ chorégraphique américain, tels que Merce Cunningham, Yvonne Rainer, Deborah Hay, et Simone Forti avec qui Nancy Stark Smith entretient de régulières collaborations.

Pendant 45 ans, elle y publie ses éditoriaux, collection de petites fenêtres ouvertes sur une vie passée à improviser et à penser en mouvements. En 1987, elle décrit ainsi l'effort de renommer l'expérience improvisée :
Aujourd’hui c’est mon anniversaire et je suis assise dans ma voiture. Je suis sur le parking devant notre immeuble, le moteur tourne et je regarde l’ombre du bâtiment s’étirer sur un tas de neige tandis que le soleil passe derrière l’immeuble. Sans doute est-ce assise ici, en face de cette page blanche, que je me rapproche le plus de la possibilité d’écrire sur ce que je ressens quand j’improvise. Car comment voulez-vous décrire quelque chose qui n’est pas encore ? J’aimerais être capable de décrire du dedans les mouvements d’une improvisation, j’aimerais pouvoir dire à quoi cela ressemble, comment j’en fais l’expérience, comment je suis bougée de l’intérieur.
A la fin des années 1970, elle emménage dans le Massachusetts (dans la Pioneer Valley (en)) où elle entame une importante collaboration avec Bonnie Bainbridge Cohen, la fondatrice de la pratique somatique du Body-Mind Centering, avec laquelle elle mène des entretiens qui sont publiés dans Contact Quarterly et qui donnent certains des fondements textuels à la pratique.

Parallèlement, Nancy Stark Smith développe une méthode de dessin/écriture, les hiéroglyphes qu'elle présente comme une manière de noter les états intérieurs de mouvement. De ces mouvements-signatures avec lesquels elle invente une écriture non-verbale du danser, elle remplit des carnets entiers, en une pratique quasi-méditative. Elle écrit notamment :
Le langage peut s'employer pour donner à sentir le mouvement des idées, de la même manière que la danse peut s'employer pour donner à sentir l'orientation et la désorientation dans le mouvement. Dans les deux cas, il s'agit de bouger dans l'espace, de laisser venir les choses à soi, et de les façonner.

### Par Nancy Stark Smith

#### Livres et articles
- Nancy Stark Smith (avec David Koteen), CAUGHT FALLING: The Confluence of Contact Improvisation, Nancy Stark Smith, and Other Moving Ideas, Florence, MA: Contact Editions, 2008.
- Nancy Stark Smith, « Life Scores », Ann Cooper Albright et David Geere (éds.), Taken by Surprise: A Dance Improvisation Reader, Middletown (CT), Wesleyan University Press, 2003.
- Nancy Stark Smith, « Harvest. One History of Contact Improvisation », CQ, vol. 31#1, Summer/Fall 2006

#### Editoriaux dansContact Quarterly
Il s'agit d'une sélection, parcellaire, proposée par Nancy Stark Smith sur son site internet personnel :
- Nancy Stark Smith, « Taking No For An Answer », CQ Vol. 12#2, Spring/Summer 1987
- Nancy Stark Smith, « Riding the Wild Beast Back to its Den », CQ Vol. 21#1, Winter/Spring 1996
- Nancy Stark Smith, « Outer Reaches », CQ Vol. 25#2, Summer/Fall 2000
- Nancy Stark Smith, « Incomprehensible Instructions », CQ Vol. 27#1, Winter/Spring 2002
- Nancy Stark Smith, « Letting What Is Be Seen », CQ Vol. 27#2, Summer/Fall 2002
- Nancy Stark Smith, « Levels of the Game », CQ Vol. 28#1, Winter/Spring 2003
- Nancy Stark Smith, « View into a Larger Space », CQ Vol. 29#1, Winter/Spring 2004
- Nancy Stark Smith, « Dancing All Over the Place », CQ Vol. 31#2, Summer/Fall 2006
- Nancy Stark Smith, « This is the Sound of One Page Turning », CQ Vol. 34#2, Summer/Fall 2009
- Nancy Stark Smith, « Meeting My Maker: Micro-Freedoms, Nano-Restraints », CQ Vol. 36#1, Annual 2011
- Nancy Stark Smith, « Sensation as Portal: Worlds within Worlds within Words », CQ Vol. 40#1, Winter/Spring 2015
- Nancy Stark Smith, « Open Score: Resonant Frequencies », CQ Vol. 41#1, Winter/Spring 2016

### A propos de Nancy Stark Smith
- Ann Cooper Albright, « Writing the Moving Body: Nancy Stark Smith and the Hieroglyphs », Frontiers: A Journal of Women Studies, vol. 10/3, 1989.
- Melinda Buckwalter, Composing while Dancing: An Improviser’s Companion, University of Wisconsin Press, 2008.
- Kent de Spain, Landscape of the Now: A Topography of Movement Improvisation, Oxford University Press, 2014.

## Filmographie
- 2007 : The Poetics of Touch: Nancy Stark Smith, a pathway into Contact Improvisation
- 2012 : An Emergent Underscore: a conversation with Nancy Stark Smith
- 2014 : Global Underscore with Nancy Stark Smith
- 2014 : VideoDa Contact Improvisation Archive [1972 – 1987][25],[26]